# 高中六校联盟
中国高中六校联盟是于2012年成立于北京的中国大陆高级中学间合作联盟。

## 联盟成员学校
- 省锡中
- 哈三中
- 海南中学
- 北京三十五中
- 青海湟川中学
- 西北师大附中